# 마스모토 고헤이
마스모토 고헤이(일본어: 増本 浩平, 1982년 7월 11일~)는 일본의 축구 선수, 지도자이다.

## 구단 경력
2005년 일본 풋볼 리그의 SC 돗토리(가이나레 돗토리)에 입단하였다. 2008년까지 90경기에 나서 24득점을 넣었다. 2008년후 현역 은퇴.

## 지도자 경력
2021년부터 2023년까지 가이나레 돗토리의 코치을 맡으며 2023년 6월 감독으로 취임하였다. 2024년 기라반츠 기타큐슈의 감독으로 취임하였다.